# Красія
48°57′18″ пн. ш. 22°42′47″ сх. д. / 48.955° пн. ш. 22.713° сх. д.
Красія — відомий традиційний гірськолижний курорт, розташований у селі ВишкаВеликоберезнянського району Закарпатської області, володіє найдовшим в Україні спуском — понад 2 700 м.

## Курорт
Гірськолижний курорт Красія (на однойменній горі Красія — 1036 м) ще в 80-х роках минулого століття був одним з улюблених гірськолижних курортів як у професіоналів, так і у початківців — любителів активного відпочинку. Тут є безліч схилів для катання, на яких можна спускатися не лише на лижах, а й на сноуборді чи санках-тарілках. 
На Горі Красія в Закарпатті є крісельні підйомники (одномісний — 1980 м, двомісний — 1114 м і чотиримісний — 1585 м.), а також бугельні підйомники — 470 м, 650 м, і приватний мультиліфт — 300 м. Ширина трас становить 100—200 м. На курорті Красія в Закарпатті розташована найдовша гірськолижна траса в Україні — понад 2,7 км.

### Траси та витяги
- Траси: всі траси пологі, для початківців і досвідчених лижників, ширина трас — від 100 до 200 м, перепад висот — 600 м.
- Види витягів (6):
  - одномісний крісельний «Локомотив» — 1980 м, перепад висот 485 м
  - двомісний крісельний ГК «Красія» — 1114 м, перепад висот 195 м
  - чотиримісний крісельний ГК «Красія» — 1585 м, перепад висот 350 м
  - бугельний ГК «Красія» — 470 м, перепад висот 95 м
  - бугельний туркомплексу «Новий сезон» — 650 м
  - приватний мультиліфт — 300 м

Дво- і чотиримісний крісельні підйомники є продовженням один одного.